# カナダ改革党
カナダ改革党（カナダかいかくとう、英語: The Reform Party of Canada, フランス語: Parti réformiste du Canada）は、1987年から2000年の間存在したカナダの右派政党。原油の生産地であるアルバータ州などカナダ西部を地盤としていた。

## 歴史

### 改革党結成
カナダ西部における新保守主義者によって1987年に結成された。改革党結成の背景には、当時首相の座にあったカナダ進歩保守党（以下、進歩保守党）のブライアン・マルルーニーが西部を軽視し、ケベック優遇政策を採るようになったことに対する西部の反発があった。初代党首はアルバータ州首相だったアーネスト・マニング社会信用党党首の息子であるプレストン・マニング（Preston Manning）。なお後にカナダ首相となったスティーブン・ハーパーはマニング党首の主任政策アドバイザーを務めており、1988年総選挙の改革党マニフェストを作成している。

### 1993年選挙での躍進
1988年総選挙では「西部は参加を欲する」とのスローガンの下、西部の利益を代表する地域政党としての立場を明確にして戦ったが、当選者を出すことは出来なかった。しかし翌89年の下院補欠選挙で初めて議席を獲得、また同年試験的に行われた「上院予備選挙」でも勝利した。マルルーニー首相のミーチレイク協定が破綻した結果、西部では進歩保守党を見限って雪崩を打つように改革党へ支持が流れ、1991年にはブリティッシュ・コロンビアを地盤とする社会信用党が壊滅したことでそちらの支持も改革党に流入した。1993年選挙では、西部だけを代表する地域政党ではなく、新自由主義としての立場を強調する全国政党を目指して支持拡大を図り、52議席を獲得。壊滅状態となった進歩保守党を上回り、カナダにおける右派最大政党となった。

### 極右政党のイメージ定着
改革党は減税と社会福祉サービス縮小、フランス語公用化と多文化主義の見直しなど右翼色が強い保守政党であった。90年代初頭には「ネオナチ維持戦線」や、フランス語公用化に反対する「英語維持同盟」のような極右勢力に支持された。議員や候補者の多くも人種差別や同性愛差別発言を繰り返したため、党自体は公的にはそのような政策を主張しなかったにもかかわらず、有権者からは極右政党と見なされるようになった。そのため東部やオンタリオ州のレッド・トーリー (Red Tory) 支持者は改革党を支持せず、中道左派であるカナダ自由党に投票した。この結果、躍進した1993年選挙でもケベック以東では議席を獲得できず、依然として西部の地域政党に留まっていた。やがて改革党穏健派は、極右イメージとマニング党首の党運営に反発。スティーブン・ハーパーはマニング党首と対立したため、1997年に議員を辞職し、政界の表舞台を去った。

### 1997年選挙と新党結成
1997年総選挙では「新しいスタート」をスローガンに掲げ、ケベック州を含む全ての州で候補を擁立して選挙を戦い、前回選挙を上回る60議席を獲得して野党第1党となったが、オンタリオ州以東では議席を獲得できなかった。
得票は19.4％で同じ保守政党である進歩保守党18.9％との得票合計は38.3％と政権維持を果たした自由党の得票38.5％に肉薄しており、選挙における敗北原因は保守勢力の分裂であることが明瞭となった。そのため、改革党はマニング党首の下、保守勢力の統一に動き出した。1998年の党大会で再選を果たしたマニング党首は、改革党と進歩保守党の草の根活動家を結集する「ユナイテッド・オルタナティブ運動」を展開、2000年3月に「カナダ改革・保守同盟」（通称、カナダ同盟）が発足して改革党は解散した。